# Ewangelikalna Wyższa Szkoła Teologiczna we Wrocławiu
Ewangelikalna Wyższa Szkoła Teologiczna we Wrocławiu (dawniej: Biblijne Seminarium Teologiczne we Wrocławiu) – niepubliczna ewangelikalna szkoła wyższa prowadzona przez związek wyznaniowy pn. Unia Ewangelikalna w Rzeczypospolitej Polskiej zlokalizowana we Wrocławiu. 19 października 2006 decyzją Ministra Nauki i Szkolnictwa Wyższego została wpisana do rejestru uczelni niepublicznych i związków uczelni niepublicznych pod nr 186.

## Charakterystyka
Uczelnia nie identyfikuje się z żadną konkretną konfesją protestancką, choć przyjmuje w swoim wyznaniu wiary fundamentalne dla ewangelikalnego protestantyzmu doktryny, przy szczególnym podkreśleniu roli Biblii jako ostatecznego autorytetu. Szkoła jest otwarta na dialog międzywyznaniowy, kładzie nacisk na rozwój w trzech wymiarach: wiedzy, duchowości i praktycznego zaangażowania. Program akademicki obejmuje studia w zakresie z biblistyki i teologii chrześcijańskiej oraz przygotowanie do służby duszpasterskiej. Absolwenci uczelni otrzymują dyplom licencjata teologii i mogą kontynuować naukę na poziomie magisterskim w Chrześcijańskiej Akademii Teologicznej w Warszawie oraz uczelniach zagranicznych. Uczelnia wydaje także recenzowane czasopismo naukowe pt. Theologica Wratislaviensia (ISSN 1734-4182) oraz utworzoną w jego obrębie serię Monografie.

## Historia i siedziba
Pierwotnie, uczelnia nosząc nazwę Biblijne Seminarium Teologiczne działała jako jednostka organizacyjna Kościoła Chrześcijan Baptystów w RP. W 2001 siedziba szkoły została przeniesiona do barokowego budynku zlokalizowanego na Wyspie Piasek, gdzie mieszczą się sale wykładowe, gabinety wykładowców, sala nabożeństw oraz akademik. Od 2006 funkcjonuje pod obecną nazwą i jest jednostką organizacyjną Unii Ewangelikalnej w RP. Jej pierwszym rektorem był pastor dr Zygmunt Karel.

## Władze
- Rektor: dr hab. Wojciech Szczerba, prof. EWST
- Dziekan: dr hab. Piotr Lorek

## Oferta
- Studia licencjackie – skierowane są przede wszystkim do osób pragnących zdobyć podstawy teologiczne oraz praktyczne umiejętności do pracy we wspólnotach i organizacjach chrześcijańskich. Program licencjacki oferuje przedmioty z zakresu biblistyki, teologii systematycznej, języków starożytnych i nowożytnych, historii, misjologii, duszpasterstwa, psychologii czy apologetyki, które pozwalają zrozumieć rzeczywistość teologiczną, zarówno w jej historycznym ujęciu, jak i w odniesieniu do współczesnych wyzwań. Zaangażowanie praktyczne pod okiem opiekunów pomaga przełożyć zdobywaną wiedzę na praktykę życia. W ten sposób program licencjacki łączy w sobie sferę akademicką, rozwój duchowy oraz zaangażowanie praktyczne. Program licencjacki można realizować w trybie niestacjonarnym (4 lata). Po uzyskaniu dyplomu, absolwenci mogą kontynuować studia na poziomie magisterskim w Chrześcijańskiej Akademii Teologicznej w Warszawie.

- Szkoła liderów – służy poszerzeniu wiedzy głównie z dziedzin misji i ewangelizacji chrześcijańskiej oraz pogłębieniu wiadomości z podstawowych zagadnień i problematyki pracy duszpasterskiej we współczesnych wyzwaniach Kościoła. Kurs dokształcający Szkoły Liderów składa się z przedmiotów obowiązkowych i dowolnych, co pozwala każdemu uczestnikowi na jego indywidualne modelowanie w zależności od zainteresowań i potrzeb. Szkoła Liderów pozwala poznać podstawy teologii i zdobyć narzędzia do służby. Program można realizować w trybie stacjonarnym (1 rok) oraz niestacjonarnym (2 lata). Ze względu na swoją elastyczność kurs ten szczególnie polecany jest przez Szkołę animatorom, liderom oraz pracownikom wspólnot, którzy są już zaangażowani w misyjną i ewangelizacyjną pracę, a z różnych względów nie podejmują studiów teologicznych w pełnym wymiarze.

- Studium Poradnictwa – jest ofertą kierowaną do osób zajmujących się pracą duszpasterską w Kościołach i wspólnotach chrześcijańskich, które pragną zdobyć wiedzę i praktyczne umiejętności dotyczące zapobiegania najczęstszym problemom dotykającym jednostki, małżeństwa i rodziny oraz promowanie zdrowych relacji we wspólnotach.

- Szkoła Języków Biblijnych

- Międzykulturowa Akademia Trzeciego Wieku - projekt kierowany do seniorów, którego celem jest realizacja programów z zakresu międzykulturowości i dialogu religijnego, a także trening kompetencji psychospołecznych.

## Literatura
- Tadeusz J. Zieliński, Protestantyzm ewangelikalny. Studium specyfiki religijnej, Warszawa 2013, s. 112, 342, 350.